# Campeonato Sueco de Hóquei no Gelo de 2011–12

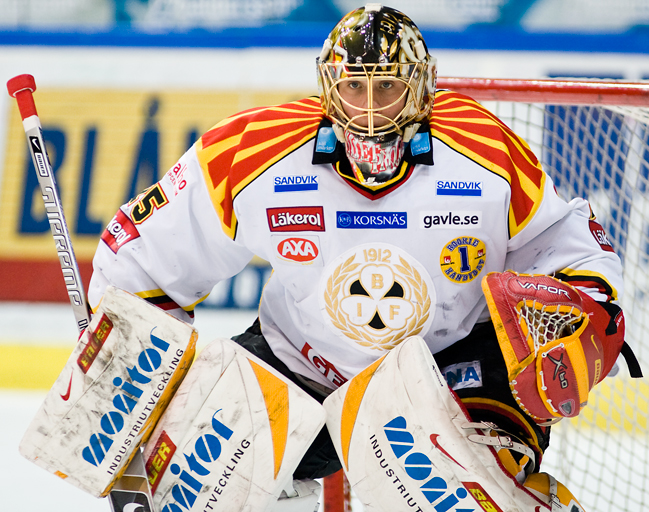
Brynäs IF - campeão de 2011–12

O Campeonato Sueco de Hóquei no Gelo de 2011–12 (em sueco:  Elitserien 2011–12) foi disputado por 12 clubes, tendo sido esta a 37.ª temporada desta competição.

O campeão de 2011–12 foi o Brynäs IF. 

## Clubes participantes em 2011–12
- AIK Ishockey
- Brynäs IF
- Djurgården Hockey
- Frölunda HC
- Färjestads BK
- HV71
- Linköpings HC
- Luleå HF
- Modo Hockey
- Skellefteå AIK
- Timrå IK
- Växjö Lakers